# Lyidotea nodata
Lyidotea nodata är en kräftdjursart som beskrevs av Hale 1929. Lyidotea nodata ingår i släktet Lyidotea och familjen tånglöss. Inga underarter finns listade i Catalogue of Life.